# ウィリアム・リチャードソン (財務長官)

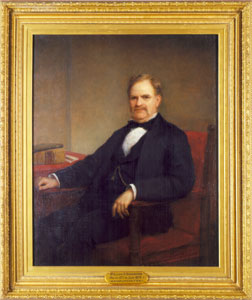
ウィリアム・リチャードソンの肖像画

ウィリアム・アダムス・リチャードソン（William Adams Richardson, 1821年11月21日 - 1896年10月19日）は、アメリカ合衆国の裁判官、政治家。ユリシーズ・グラント大統領の下で財務長官を務めた。

## 生涯
1821年、リチャードソンはマサチューセッツ州ティングズバーロウで生まれた。リチャードソンは1843年にハーバード大学を卒業し、法学を学んだ。そして1846年にマサチューセッツ州から弁護士の認可を受け、同州ローウェルで弁護士業を開業した。
リチャードソンは弁護士を務める一方、ホイッグ党・共和党で政治活動を行った。市議会議員、ミドルセックス郡遺言検認裁判所判事を務め、マサチューセッツ州法集の編集・出版に携わった。法令集は1855年に完成し、リチャードソンは1873年の改訂にも関与した。
1869年、ユリシーズ・グラント大統領はジョージ・バウトウェル財務長官の要求により、リチャードソンを財務次官補に任命した。そして1873年にバウトウェルが財務長官を辞任すると、後任にリチャードソンが指名された。
南北戦争後の合衆国経済が急速に拡大したため、商業銀行は資金不足を懸念し、大量の貸付を行った。その結果、通貨の供給が追いつかなくなり、1873年恐慌が引き起こされた。リチャードソンは通貨の需要を満たすため、2600万ドルの緑背紙幣を発行して対応した。議会はこの対応を疑問視したが、経済回復を重視した議会はこれを追及せず、翌1874年には恐慌からの脱却に成功した。
しかしながら1874年初頭、サンボーン事件が明るみに出ると、リチャードソンはこのスキャンダルの渦中に書き込まれた。この事件では、リチャードソンが滞納税の徴収人として民間から雇ったジョン・サンボーンが、自身の懐に徴収額のおよそ半分を入れていたことが問題となったが、その金の一部がリチャードソンへも流れていたのではないかとの疑惑が持ち上がった。実際にはリチャードソンの直接の関与を示す証拠は挙がらなかったが、サンボーンを徴収人に指名したリチャードソンはその責任を追及され、同年6月に財務長官を辞任した。
不名誉な退任にもかかわらず、リチャードソンは間もなく政治的立場を回復し、アメリカ合衆国請求裁判所の陪席判事に就任した。1885年には裁判長に昇格し、1896年に死去するまで同職を務めた。
1896年、リチャードソンはワシントンD.C.で死去した。リチャードソンの埋葬場所は不明である。